# Gaza
Gaza (în arabă: غزة, [Ġazza], în ebraică: עַזָּה, [Azzā]; denumit uneori și Orașul Gaza, pentru a-l distinge de Fâșia Gaza, care denumește regiunea, în ansamblul său) este principalul oraș al Fâșiei Gaza.
Numele „Gaza“ are origini îndelungate și se regăsește în documentele militare ale faraonului egiptean Tutmosis al III-lea din secolul al XV-lea î.Hr. În limbile semitice, denumirea „Gaza“ înseamnă „fierbinte“ sau „puternic“. De asemenea, egiptenii antici o numeau „Ghazzat“ (oraș prejos), iar musulmanii o numeau adesea „Ghazzat Hashem“ în onoarea lui Hashim, străbunicul lui Muhammad.

## Istorie
Începuturile orașului Gaza le putem urmări până prin anul 1.500 î.Chr.
Orașul Gaza a fost un important centru filistinian. A fost cucerit de Alexandru cel Mare, după un lung asediu, apoi a fost distrus în cursul războaielor civile din Iudeea.
Reconstruit de arabi, în 632, aici s-au purtat lupte în timpul cruciadelor, apoi, în secolul al XVI-lea, în conflictul apărut între turci și mameluci.
Napoleon Bonaparte a cucerit orașul Gaza în 1799, în cursul expediției în Egipt.
În anul 1948, Gaza și teritoriul strâmt paralel cu litoralul Mării Mediterane, cunoscut sub denumirea de „Fâșia Gaza”, care fusese destinat de către Organizația Națiunilor Unite pentru a forma un stat arab independent, au fost cucerite de armata egipteană in Războiul arabo-israelian din 1948.
Hotarele Fâșiei Gaza au fost definite pentru prima oară în documentele armistițiului dintre Egipt și Israel, stabilit după războiul arabo-israelian din 1948, care a urmat încetării mandatului britanic de ocupație în Palestina. Fâșia Gaza a fost cucerită și administrată de Egipt între anii 1948—1967, când a fost ocupată de Israel în iunie 1967, ca urmare a Războiului de Șase Zile. Din noiembrie 1956 până în martie 1957 a fost ocupat de trupele israeliene, care au cedat locul forțelor ONU de menținere a păcii, apoi a revenit sub controlul egiptean.
Ca urmare a războiului de șase zile din anul 1967, teritoriul Gaza a intrat sub controlul israelian, care a favorizat implantarea coloniilor evreiești în fâșie.
În anul 1987, a luat naștere și s-a dezvoltat Intifada, revolta populației contra  israelienilor, în opt tabere de refugiați din Fâșia Gaza.
Acordurile de la Washington semnate în septembrie 1993 de Israel și Organizația pentru Eliberarea Palestinei, care prevedeau autonomia unor teritorii care aparținuseră Palestinei mandatorii, au intrat în vigoare în Fâșia Gaza în mai 1994.
Începând din anul 2000, teritoriul Gaza a cunoscut un nou val de confruntări violente cu Israelul.
În anul 2004, sub presiunea prim-ministrului israelian Ariel Șaron, Knessetul s-a pronunțat, pentru evacuarea așezărilor israeliene din Fâșia Gaza, care s-a încheiat în anul 2005. Spațiul aerian și accesul maritim au rămas sub control israelian.
În urma alegerilor din anul 2007, Fâșia Gaza s-a separat politic de oficialitățile Autonomiei trecând sub conducerea exclusivă a Hamasului.

## Descriere
Orașul Gaza număra, în anul 2009, 449.221 de locuitori, în timp ce populația totală a Fâșiei Gaza depășește 1.500.000 de persoane, dintre care o treime trăiește în tabere de refugiați palestinieni, o altă treime fiind constituită din refugiați trăitori în afara taberelor.

## Locuri remarcabile din Gaza
- Centrul orașului cuprinde un număr de monumente importante:[9]
  - Moscheea Al Omari, fosta catedrală Sfântul Ioan Botezătorul din epoca cruciadelor, și-a păstrat arhitectura gotică caracteristică.
  - Muzeul orașului ocupă o citadelă din epoca mamelucilor, măreț restaurată la începutul anilor 2000.
  - Gaza numără, de asemenea, un haman[10] datând din epoca otomană, restaurat recent.
  - Biserica Sf. Porfir, ridicată în secolul al IV-lea, centrul comunității ortodoxe din oraș, își are starea actuală după restaurarea întreprinsă în epoca cruciadelor.
  - Centrul orașului numără și vechi case familiale, construite din piatră locală, în epoca otomană.

## Orașe înfrățite
- Tel Aviv, Israel
- Dunkerque, Franța
- Torino, Italia
- Cascais, Portugalia
- Tromsø, Norvegia
- San Juan, Puerto Rico

## Legături externe
- en  WebGaza.net: Gaza, Palestine
- en  GAZA Museum "Al Mat'haf" Arhivat în 6 martie 2010, la Wayback Machine.
- en  Municipality of Gaza